# سو يي خي
سو يي خي (مواليد 1 يوليو 1986) هو سبّاح ماليزي، مثّل بلاده في الألعاب الأولمبية الصيفية 2004.

## روابط خارجية
سو يي خي على موقع الاتحاد الدولي للسباحة (الإنجليزية)
- سو يي خي على موقع SwimRankings.net (الإنجليزية)
- سو يي خي على موقع اللجنة الأولمبية الدولية (الإنجليزية)
- سو يي خي على موقع أوليمبيديا (الإنجليزية)